# François Boulliat
François Boulliat, né le 28 mars 1982 à Oullins, est un arbitre international français d'escrime. Il pratique également le fleuret remportant notamment avec son club de l'Escrime Pays d'Aix le championnat de France d'escrime par équipe dans cette catégorie d'arme en 2010 aux côtés de Marcel Marcilloux, Erwann Le Péchoux et Julien Champeymond.

## Palmarès
- Championnats de France d'escrime
  -  Champion de France au fleuret par équipe lors des Championnats de France d'escrime 2010